# جون لاثام (سياسي)
جون لاثام (بالإنجليزية: John Latham)‏ هو قاضي ودبلوماسي وضابط استخبارات ومحامي وسياسي أسترالي، ولد في 26 أغسطس 1877 في أستراليا، وتوفي في 25 يوليو 1964 في أستراليا. حزبياً، نشط في Liberal Union (Victoria) ‏ وNationalist Party (Australia) ‏ وحزب أستراليا المتحدة.

## مناصب
- انتخب سفير.
- انتخب عضو مجلس الشورى البريطاني.
- انتخب وزير الخارجية [الإنجليزية]‏.
- انتخب عضو مجلس النواب الأسترالي عن دائرة كويونغ [الإنجليزية]‏ (16 ديسمبر 1922 – 15 سبتمبر 1934).
- انتخب قاضي قضاة أستراليا [الإنجليزية]‏ (11 أكتوبر 1935 – 7 أبريل 1952).